# Penciclovir
Il penciclovir (nella fase sperimentale noto anche con la sigla BRL 39, 123A) è un farmaco antivirale che in colture cellulari si è dimostrato selettivo nei confronti dell'herpes virus e del virus varicella-zoster, nonché del virus Epstein-Barr. Il farmaco viene utilizzato nel trattamento topico dell'herpes labiale ricorrente negli adulti immunocompetenti. In Italia il farmaco è venduto dalla società farmaceutica Novartis col nome commerciale di Vectavir nella forma farmacologica di crema a uso topico, con concentrazione di 10 mg di principio attivo ogni grammo di crema.

## Farmacocinetica
Il penciclovir viene utilizzato in formulazione topica (crema 1%). Tuttavia, essendo il prodotto attivo del famciclovir, è possibile indagare i parametri farmacocinetici in formulazione sistemica: ha una biodisponibilità del 70% ed è legato debolmente alle proteine plasmatiche.
L'escrezione della molecola dall'organismo avviene soprattutto per via renale.
Una volta entrato nelle cellule, il penciclovir subisce la fosforilazione da parte della chinasi virale con formazione di penciclovir trifosfato. Tale composto ha un'emivita intracellulare di 10 ore nelle cellule infettate da HSV-1, di 20 in quelle infettate da HSV-2 e di 7 in quelle infettate da VZV.
In uno studio su volontari sani è stato dimostrato che l'applicazione della crema su pelle abrasa e occlusa, a dosaggio di gran lunga superiori a quelli terapeutici abituali e per un periodo di 4 giorni, non comporta la presenza di concentrazioni plasmatiche e urinarie determinabili.

## Farmacodinamica
Il penciclovir è un analogo aciciclico della guanosina che viene fosforilato dalle chinasi virali e incorporato nel DNA virale in formazione. Tale effetto porta all'interruzione precoce della catena di DNA. Inoltre, il penciclovir trifosfato inibisce reversibilmente la DNA polimerasi virale competendo con il deossiGTP.

## Usi clinici
Famciclovir, profarmaco del penciclovir somministrato per via orale, viene utilizzato nel primo episodio e negli episodi ricorrenti di herpes genitale, nello zoster e nel trattamento dell'herpes ricorrente labiale e genitale nei soggetti affetti da AIDS. 
Penciclovir non trova invece applicazione in formulazione orale (in quanto scarsamente assorbito).

Viene utilizzato in terapia topica per l'herpes labiale ricorrente in adulti immunocompetenti (l'efficacia nei soggetti immunocompromessi non è stata stabilita).
In letteratura vi sono dati circa il suo utilizzo per via endovenosa nel trattamento delle infezioni da herpes simplex in pazienti immunocompromessi.

## Effetti collaterali e indesiderati
In considerazione dell'utilizzo in formulazione topica, il penciclovir dà molto raramente effetti avversi. 
Tra questi quelli statisticamente più frequenti consistono in fenomeni locali e reazioni a livello della sede di applicazione come arrossamento, bruciore transitorio, intorpidimento e sensazione di formicolio.
Sono naturalmente possibili anche reazioni di tipo allergico come rash cutaneo, orticaria, edema locale, prurito e dermatite allergica.

## Controindicazioni
Il farmaco è controindicato nei soggetti con ipersensibilità nota al principio attivo oppure a uno qualsiasi degli eccipienti della formulazione farmacologica. È inoltre controindicato nei bambini con meno di 12 anni di età.

## Gravidanza e allattamento
L'assorbimento sistemico della molecola a seguito di applicazione topica è minimo. Tuttavia, in mancanza di adeguati studi sul profilo di sicurezza del farmaco in gravidanza, è opportuno che l'uso di penciclovir sia limitato solo ai casi in cui i benefici attesi siano superiori ai potenziali rischi associati al trattamento.
La Food and Drug Administration ha inserito penciclovir in classe B per l'uso in gravidanza.
In questa classe sono inseriti i farmaci i cui studi riproduttivi sugli animali non hanno mostrato un rischio per il feto e per i quali non esistono studi controllati sull'uomo e i farmaci i cui studi sugli animali hanno mostrato un effetto dannoso che non è stato confermato con studi controllati in donne nel I trimestre (e non c'è evidenza di danno nelle fasi avanzate della gravidanza).
Non è noto se penciclovir venga secreto nel latte delle donne che allattano al seno dopo applicazione topica. Per certo penciclovir è secreto nel latte di ratti a seguito di somministrazione orale di famciclovir (il profarmaco di penciclovir). Per questo motivo in caso di necessità di terapia da parte della madre è opportuno sospendere l'allattamento al seno.